# Chromhexacarbonyl
Chromhexacarbonyl ist eine chemische Verbindung mit der Formel [Cr(CO)6]. Diese farblose Verbindung ist wie seine Molybdän- und Wolfram-Analoga ein flüchtiger, relativ luftstabiler Komplex von Chrom in der Oxidationsstufe Null. 

## Geschichte
Die Verbindung wurde erstmals im Jahr 1927 von den französischen Chemikern André Job und A. Cassal hergestellt.

## Darstellung
Chromhexacarbonyl wird dargestellt durch die Reduktion von Chrom(III)-chlorid (CrCl3) mit Aluminium in Benzol unter Kohlenstoffmonoxiddruck. Auch große Ansätze im Autoklaven gelingen in guter Ausbeute.
{\displaystyle \mathrm {CrCl_{3}\ +\ Al\ +\ 6\ CO\ {\xrightarrow {\ }}\ [Cr(CO)_{6}]\ +\ AlCl_{3}} }
Ebenfalls möglich ist die Verwendung von Triethylaluminium anstelle von Aluminium sowie die Darstellung bei Atmosphärendruck unter Verwendung einer Grignard-Verbindung:
{\displaystyle {\ce {CrCl3 + C6H5MgBr ->[CO][] [Komplex] ->[H_2O][] Cr(CO)6}}}

## Eigenschaften und Struktur
Das Chromatom ist im Komplex oktaedrisch von sechs Carbonylliganden umgeben (Oh). Das Dipolmoment des Komplexes beträgt 0 Debye. Der Cr-C-Abstand beträgt 191 pm. Die Wellenzahl der C-O-Streckschwingung νCO des freien Kohlenstoffmonoxids liegt bei 2000 cm−1. Es handelt sich um einen stabilen 18-Valenzelektronenkomplex, der bei 150 °C unzersetzt schmilzt, und sich bei schnellem Erhitzen und Temperaturen über 210 °C explosiv zersetzen kann. Im Vakuum kann die Verbindung unzersetzt sublimiert werden.
Chromhexacarbonyl ist eine farblose, flüchtige, luftbeständige, kristalline und toxische Verbindung. Zudem besteht der Verdacht auf eine cancerogene Wirkung. Wie alle Metallcarbonyle ist Chromhexacarbonyl bei unsachgemäßem Umgang eine Quelle von flüchtigem Metall sowie Kohlenstoffmonoxid. Es ist unlöslich in Wasser und begrenzt löslich in organischen Lösungsmitteln wie Diethylether und Trichlormethan. Seine Lösung ist licht- und oxidationsempfindlich.

## Reaktionen
Die Carbonylliganden können oxidativ, photolytisch oder thermisch abgespalten werden. Die entstehenden freien Koordinationsstellen können durch Lösungsmittelmoleküle besetzt werden. So entsteht beim Erhitzen in aromatischen Lösungsmitteln durch Abspaltung von drei Carbonylliganden ein neuer Komplex der einen aromatischen Liganden besitzt.
{\displaystyle \mathrm {[Cr(CO)_{6}]+C_{6}H_{6}\longrightarrow [Cr(\eta ^{6}-C_{6}H_{6})(CO)_{3}]+3\ CO} }
Die Bildung solcher Komplexe ist für elektronenreiche Aromaten begünstigt.
Auch andere Lösungsmittel, die zu einer Koordination befähigt sind, können als labile Liganden am Komplex koordinieren. 
{\displaystyle \mathrm {[Cr(CO)_{6}]+THF\longrightarrow [Cr(CO)_{5}(THF)]+CO} }
Abspaltung eines Carbonylliganden beim Erhitzen in Tetrahydrofuran

## Verwendung
Chromhexacarbonyl kann zur Darstellung chromhaltiger Fischer-Carbene benutzt werden. Hierzu wird es mit Kohlenstoff-Nukleophilen, wie beispielsweise Lithiumalkylen umgesetzt, die sich an den Carbonylkohlenstoff addieren. Eine wichtige Anwendung ist die Dötz-Reaktion, die in der Synthese von aromatischen Verbindungen, wie Vitamin K oder Vitamin E, eine Bedeutung hat.